# Arthur Nickel
Arthur Nickel (* 30. Dezember 1903 in Eulau, Österreich-Ungarn; † nicht ermittelt) war ein tschechoslowakischer Politiker (Sudetendeutsche Partei) deutscher Nationalität. Er war 1938 Abgeordneter des Tschechoslowakischen Abgeordnetenhauses.

## Leben und Werk
Nickel schlug nach dem Schulbesuch eine Lehre zum Schmied ein und arbeitete als Geselle in Weißkirchlitz.
Er wurde 1935 Mitglied der Sudetendeutschen Partei (SdP). Nach dem Rücktritt von Otto Liebl zog er 1938 für die SdP in das Abgeordnetenhaus der Tschechoslowakei ein. Nach der deutschen Besetzung des Sudetenlandes infolge des Münchner Abkommens erlosch sein Mandat am 30. Oktober 1938. Sein weiteres Schicksal ist unbekannt.